# Nightstand Books
Nightstand Books est une maison d'édition américaine créée dans l'Illinois en 1959 par William L. Haming
,
,.

## Origine
Nightstand Books (en français : Livres de chevet) était spécialisé dans l'édition de livres de poche reconnaissables aux dos de livres roses ou jaunes. Avec des titres tels que Sex Gang et Sin girls les productions eurent rapidement beaucoup de succès. Après quelques années, d'autres lignes d'édition virent le jour, parmi lesquelles d'abord Midnight Readers, ensuite Leisure Books et Ember Library.
Les livres étaient ornés de couvertures aux illustrations et titres provocateurs. Parmi les illustrateurs figurent notamment Harold McCauley et Robert Bonfils. En 1961, William Hamling prit Earl Kemp comme associé.
Au cours des premières années, un nombre important de jeunes auteurs écrivant sous leur nom de plume pour Nightstand Books connurent une notoriété dans le futur. Parmi ceux-ci figurent Robert Silverberg, Harlan Ellison, Lawrence Block, Donald Westlake, Evan Hunter, Marion Zimmer Bradley et John Jakes.
Fonctionnant au départ avec des jeunes auteurs pour ses magazines de science-fiction, William Haming publia ensuite des manuscrits fournis par l'agence littéraire Scott Meredith Literary Agency  de Scott Meredith (en). Nightstand Books devint une référence en son genre.

## Les années 1960
Durant les années 1960 et début 1970 de notables changements bouleversèrent l'industrie du livre, reflétant une ouverture vers la liberté sexuelle. La maison d'édition de William Haming déménagea à San Diego en Californie. À la suite d'actions en justice pour obscénité, la Cour suprême condamna William Haming et Earl Kemp et les envoya en prison pour pornographie dans une prison fédérale.

## Reed Nightstand
En 1973 William Hamling reprit ses activités et réimprima les 100 premiers Nightstand sous Reed Nightstand. Reed Enterprises était l'un des nombreux noms utilisés par son empire d'édition, parmi lesquels Greenleaf Classics, Corinth Publications, Blake Pharmaceuticals, Phenix Publishing et Freedom Publishing.
Les livres furent réimprimés dans un plus grand format, mais dans un premier temps même la couverture originale fut copiée (redessinée). Progressivement des nouvelles couvertures réalisées par Robert Bonfils et Ed Smith ont fait en sorte que les Reed Nightstand furent une nouvelle collection. L'ensemble, soit les titres, les noms de plume et les illustrations de couverture changèrent au cours des deux années suivantes. Les nouveaux éditeurs (Earl Kemp s'était retiré) avaient fait évoluer les livres vers un public de lecteurs des années 1970. Les références aux stars de cinéma des années 1950 furent remplacées par des références aux stars des années 1970.
Des mots qui n'étaient pas acceptés dans les années 1960 mais qui étaient courants dans le langage des romans pour adultes furent insérés dans les éditions des années 1970. Ainsi le terme nice breats (en français : jolis seins) était devenu nice tits (en français : beaux nichons) dans les nouvelles éditions. Cependant les histoires étaient conservées comme elles étaient à l'origine. Certaines éditions des années 1960 avaient été réimprimées avec une lettre R (pour réimpression) sur la tranche du dos. Les collectionneurs appelaient ces livres les 2èmes éditions, ce qui a fait que plus tard les premiers Reed Nightstand furent appélés les 3èmes éditions par les collectionneurs.
Les 25 premiers livres de Nightstand ont été réimprimés dans l'ordre. Le premier Nightstand était Love addict par Don Elliott et portait le numéro 1501. Le premier Reed Nightstand était Love addict par Don Elliott et portait le numéro 3001. Ainsi de suite jusqu'à 1524 et 3024. Ensuite l'ordre de réimpression des Nightstand en Reed Nightstand n'était plus respecté jusqu'au numéro 3059 où les rééditions ont repris dans l'ordre.
Le chiffre « 3 » de 3001 faisait référence à l'année 1973 suivi de la séquence. Les Reed Nightstand de 1974 commençaient avec le chiffre "4", démarrant avec 4001, et ainsi de suite.
Les activités des éditions Reed Nightstand se sont arrêtées à la fin de l'année 1974. 134 titres, numérotés de 3001 à 3064 et de 4001 à 4072.

## Catalogue
- NB1501 - Love Addict par Don Elliott (Robert Silverberg)
- NB1502 - Lust Club par John McCormick
- NB1503 - Sex Gang par Paul Merchant (Harlan Ellison)
- NB1504 - Gang Girl par Don Elliott (Robert Silverberg)
- NB1505 - Campus Tramp par Andrew Shaw
- NB1506 - Carnival of Lust par J. X. Williams
- NB1507 - The Wild Night par Don Holliday
- NB1508 - Summertime Affair par Don Elliott (Robert Silverberg)
- NB1509 - Party Girl par Don Elliott (Robert Silverberg)
- NB1510 - Born For Sin par Al James
- NB1511 - The Adulteress par Andrew Shaw
- NB1512 - Naked Holiday par Don Elliott (Robert Silverberg)
- NB1513 - No Longer A Virgin par John Dexter
- NB1514 - Sin Girls par Marlene Longman (Robert Silverberg)
- NB1515 - Passion School par Don Holliday
- NB1516 - Sin On Wheels par Don Elliott (Robert Silverberg)
- NB1517 - High School Sex Club par Andrew Shaw (Lawrence Block)
- NB1518 - Sin Hotel par Don Holliday
- NB1519 - Miami Call Girl par John Dexter
- NB1520 - The Sin-Damned par Andrew Shaw (Lawrence Block)
- NB1521 - Passion Trap par Don Elliott (Robert Silverberg)
- NB1522 - The Girls Upstairs par Don Holliday
- NB1523 - Lesbian Love par Marlene Longman (Robert Silverberg)
- NB1524 - Sex Jungle par Don Elliott (Robert Silverberg)
- NB1525 - The Lustful Ones par Clyde Allison (William Knoles)
- NB1526 - The Wife-Swappers par Andrew Shaw
- NB1527 - Sex Model par Al James
- NB1528 - The Lecher par Don Elliott (Robert Silverberg)
- NB1529 - The Flesh Peddlers par Don Elliott (Robert Silverberg)
- NB1530 - Stripper! par John Dexter (Robert Silverberg)
- NB1531 - Sexpot! par Andrew Shaw
- NB1532 - STUD par Don Holliday
- NB1533 - Passion Shack par Don Holliday
- NB1534 - College For Sinners par Andrew Shaw (Lawrence Block)
- NB1535 - Sex Cat par Tony Calvano
- NB1536 - Lust Girl par John Dexter
- NB1537 - Mistress of Sin par Don Elliott (Robert Silverberg)
- NB1538 - Sex Bomb par Al James
- NB1539 - The Sound of Lust par Tony Calvano
- NB1540 - Bachelor Apartment par Don Holliday (Hal Dresner)
- NB1541 - Tramp par Andrew Shaw (Lawrence Block)
- NB1542 - Wild Divorcee par Don Elliott (Robert Silverberg)
- NB1543 - The Twisted Ones par Andrew Shaw (Lawrence Block)
- NB1544 - Lust Goddess par Don Elliott (Robert Silverberg)
- NB1545 - Sin Camp par Tony Calvano
- NB1546 - $20 Lust par Andrew Shaw
- NB1547 - Convention Girl par Don Elliott (Robert Silverberg)
- NB1548 - Girls on the prowl par Andrew Shaw
- NB1549 - Isle of Sin par John Dexter
- NB1550 - Orgy Town par Will Newbury
- NB1551 - Lover par Andrew Shaw
- NB1552 - Sex Spy par J. X. Williams
- NB1553 - Trailer Trollop par Andrew Shaw (Lawrence Block)
- NB1554 - Sin Cruise par Don Elliott (Robert Silverberg)
- NB1555 - Flesh Is My Undoing par Clyde Allison (William Knoles)
- NB1556 - Sex Circus par John Dexter
- NB1557 - Malay Mistress par Clyde Allison (William Knoles)
- NB1558 - Expense Account Sinners par Don Elliott (Robert Silverberg)
- NB1559 - Love Nest par Tony Calvano
- NB1560 - Seeds of Sin par Louis Lorraine
- NB1561 - The Sinning Season par Tony Calvano
- NB1562 - Sin Song par John Dexter
- NB1563 - Passion Slaves par Andrew Shaw
- NB1564 - The Sinful Ones par Don Elliott (Robert Silverberg)
- NB1565 - Backstage Sinner par Don Elliott (Robert Silverberg)
- NB1566 - Sin Devil par Andrew Shaw
- NB1567 - Lingerie Model par Tony Calvano
- NB1568 - The Bra Peddlers par John Dexter
- NB1569 - Army Sin Girls par Andrew Shaw (William Coons)
- NB1570 - Girls For Gil Savage par Tony Calvano
- NB1571 - Sex Trap par Clyde Allison (William Knoles)
- NB1572 - Sin Festival par John Dexter
- NB1573 - Jade Brothel par Clyde Allison (William Knoles)
- NB1574 - Sin Club par Don Elliott (Robert Silverberg)
- NB1575 - The House of 7 Sins par Andrew Shaw
- NB1576 - Sex Thieves par John Dexter
- NB1577 - The Lust Seeker par Don Elliott (Robert Silverberg)
- NB1578 - Ponytail Tramp par Andrew Shaw (William Coons)
- NB1579 - Las Vegas Lust par Dean Hudson (Evan Hunter)
- NB1580 - Sin Resort par Alan Marshall (Nedra Westlake)
- NB1581 - Call Me Sinner par Alan Marshall (Donald E. Westlake)
- NB1582 - Flesh For Hire par Clyde Allison (William Knoles)
- NB1583 - Wall Street Wanton par Dean Hudson (Evan Hunter)
- NB1584 - Too Many Beds par Tony Calvano
- NB1585 - Flesh Festival par John Dexter
- NB1586 - Sex Pawn par Tony Calvano
- NB1587 - Corrida of Sin par Lyn Warlick
- NB1588 - Border Lust par Don Halliday
- NB1589 - The pages of sin par Alan Marshall
- NB1590 - Man For Rent par John Dexter
- NB1591 - The Sin Travellers par Don Holliday
- NB1592 - Nice Girl par Al James
- NB1593 - Casting Couch par Dean Hudson (Evan Hunter)
- NB1594 - Sin Colony par John Dexter
- NB1595 - Cesspool par Alan Marshall
- NB1596 - Lust Captive par Don Elliott (Robert Silverberg)
- NB1597 - Lust Traders par Tony Calvano
- NB1598 - Passion Man par Dean Hudson (Evan Hunter)
- NB1599 - Sin Hellcat par Andrew Shaw
- NB1600 - Passion Pit par John Dexter
- NB1601 - The Lust Game par Clyde Allison (William Knoles)
- NB1602 - Sin Teacher par Tony Calvano
- NB1603 - Lust Cursed par Don Holliday (Hal Dresner)
- NB1604 - Butch par Andrew Shaw
- NB1605 - Sex Fury par Don Elliott (Robert Silverberg)
- NB1606 - Passion Toy par John Dexter
- NB1607 - Lust Job par Tony Calvano
- NB1608 - Sin Search par Dean Hudson (Evan Hunter)
- NB1609 - Lust Grind par J. X. Williams
- NB1610 - Sin Bait par Don Elliott (Robert Silverberg)
- NB1611 - Passion Alley par Andrew Shaw
- NB1612 - Lust Ring par Don Holliday (Hal Dressner)
- NB1613 - Flesh Addict par William Kane
- NB1614 - Lust Weekend par Andrew Shaw
- NB1615 - Passion Bum par John Dexter
- NB1616 - Sin Quest par Don Elliott (Robert Silverberg)
- NB1617 - Sin Monster par Tony Calvano
- NB1618 - Captive Wanton par Al James
- NB1619 - Harem Harlot par Don Holliday
- NB1620 - Lust Sisters par Don Holliday
- NB1621 - Lust Lodge par Don Holliday
- NB1622 - Wanton Nights par Tony Calvano
- NB1623 - Reform School Girls par Andrew Shaw
- NB1624 - Wild Flesh par Don Elliott (Robert Silverberg)
- NB1625 - Lust market par Don Elliott (Robert Silverberg)
- NB1626 - Passion Gang par John Dexter
- NB1627 - East Side Sinners par Andrew Shaw
- NB1628 - Jailbait Wanton par Clyde Allison (William Knoles)
- NB1629 - The Sadist par Andrew Shaw (Lawrence Block)
- NB1630 - Lust Dream par Dean Hudson (Evan Hunter)
- NB1631 - Sin Pick par Don Elliott (Robert Silverberg)
- NB1632 - Passion Prize par Clyde Allison (William Knoles)
- NB1633 - The Orgy Boys par Don Elliott (Robert Silverberg)
- NB1634 - Sin Trader par Clyde Allison (William Knoles)
- NB1635 - SinTime par Andrew Shaw
- NB1636 - Lust Film par Alan Marshall
- NB1637 - Sinville par Dean Hudson (Evan Hunter)
- NB1638 - Sex Bait par Don Elliott (Robert Silverberg)
- NB1639 - Lust Pad par Andrew Shaw
- NB1640 - Sin Kids par Tony Calvano
- NB1641 - Flesh Mad par Andrew Shaw
- NB1642 - Sin Sheet par Dean Hudson (Evan Hunter)
- NB1643 - Lust Lord par Don Elliott (Robert Silverberg)
- NB1644 - Sex, Inc par Clyde Allison (William Knoles)
- NB1645 - Passion Payoff par Don Bellmore
- NB1646 - Skid Row Sinners par Tony Calvano
- NB1647 - Sin Slum par Andrew Shaw
- NB1648 - Lust Crew par Don Elliott (Robert Silverberg)
- NB1649 - Shame Toy par Don Bellmore
- NB1650 - Sin City Slaves par William Kane
- NB1651 - Sin Servant par Don Elliott (Robert Silverberg)
- NB1652 - Money bed par Clyde Allison
- NB1653 - Sin Sisters par John Dexter
- NB1654 - Lust School par Tony Calvano
- NB1701 - Sin Camp par Tony Calvano
- NB1702 - Orgy Town par Will Newbury
- NB1703 - Trailer Trollop par Andrew Shaw (Lawrence Block)
- NB1704 - The Sinful Ones par Don Elliott (Robert Silverberg)
- NB1705 - $20 Lust par Andrew Shaw (Lawrence Block)
- NB1706 - Isle of Sin par John Dexter
- NB1707 - Sex Spy par J. X. Williams
- NB1708 - Flesh Is My Undoing par Clyde Allison (William Knoles)
- NB1709 - Sin Cruise par Don Elliott (Robert Silverberg)
- NB1710 - Malay Mistress par Clyde Allison (William Knoles)
- NB1711 - Love Nest par Tony Calvano
- NB1712 - Passion Slaves par Andrew Shaw (William Coons)
- NB1717 - Naked Holiday par Don Elliott (Robert Silverberg)
- NB1718 - The Girls Upstairs par Don Holliday (Hal Dresner)
- NB1719 - The Wife-Swappers par Andrew Shaw
- NB1720 - Stud par Don Holliday (Hal Dresner)
- NB1721 - Sins of Mindy par Don Bellmore
- NB1722 - Any Bed For Myra par Don Holliday
- NB1723 - Sinning Sam par J. X. Williams
- NB1724 - Bored Wife par John Dexter
- NB1725 - Sin Grifter par Dean Hudson (Evan Hunter)
- NB1726 - Sinners Loft par Don Holliday
- NB1727 - Lust Tycoon par J. X. Williams
- NB1728 - Baptism in Shame par John Dexter
- NB1729 - Shame Scheme par Don Elliott (Robert Silverberg)
- NB1730 - Sin List par Curt Aldrich
- NB1731 - Virgins, Inc par John Dexter
- NB1732 - Passion Pool par Clyde Allison (William Knoles)
- NB1733 - The Art Sinner par Dean Hudson (Evan Hunter)
- NB1734 - Flesh cult par Clyde Allison
- NB1735 - Passion Scoundrel par John Dexter
- NB1736 - Halo in Lust par J. X. Williams
- NB1737 - Sin Brothers par Don Holliday
- NB1738 - Swap Sect par Tony Calvano
- NB1739 - Sex Shop par John Dexter
- NB1740 - Lust Parlor par Alan Marshall
- NB1741 - Of Shame Reborn par Don Elliott (Robert Silverberg)
- NB1742 - Passion Protege par Curt Aldrich
- NB1743 - Lust Spoiled par John Dexter
- NB1744 - Clancy's Girls par Tony Calvano
- NB1745 - The House in Joy Court par Andrew Shaw
- NB1746 - Flesh Fiesta par Dean Hudson (Evan Hunter)
- NB1747 - Lust Lure par John Dexter
- NB1748 - Passion Hunt par Alan Marshall
- NB1749 - Lust Lady par J. X. Williams
- NB1750 - Swap Meet par Curt Aldrich
- NB1751 - Good Girl, Bad Girl par Don Elliott (Robert Silverberg)
- NB1752 - Skid Row Sinner par John Dexter
- NB1753 - Undercover Lust par John Dexter
- NB1754 - The Flesh Framers par J. X. Williams
- NB1755 - Gutter Boy par Alan Marshall
- NB1756 - Hamilton's Harem par William Kane
- NB1757 - Harlot Hater par Don Holliday
- NB1758 - Lust Cure par Alan Marshall
- NB1759 - Flesh Lesson par Don Elliott (Robert Silverberg)
- NB1760 - Sin Oasis par J. X. Williams
- NB1761 - Swap, Scrap & Orgy par J. X. Williams (Milo Perichitch)
- NB1762 - The Lust Monster par John Dexter
- NB1763 - The Posh Sinners par Alan Marshall
- NB1764 - Lust Launched par Don Holliday
- NB1765 - Sin snoop par John Dexter
- NB1766 - Boudoir Drifter par J. X. Williams
- NB1767 - Carnal Captive par Tony Calvano
- NB1768 - The Sins of Josh Young par Alan Marshall
- NB1769 - Lust Rumble par John Dexter (Harvey Hornwood)
- NB1770 - Falsie par Alan Marshall
- NB1771 - The Flesh Users par Dean Hudson (Evan Hunter)
- NB1772 - Sin Seer par Andrew Shaw
- NB1773 - Peeper par Don Holliday
- NB1774 - Sex Bomb par Curt Aldrich
- NB1775 - Passion Prof par Andrew Shaw
- NB1776 - The Sinning Room par John Dexter
- NB1777 - Passion Lash par Andrew Shaw
- NB1778 - The Rapists par Tony Calvano
- NB1779 - Lex Lust par J. X. Williams
- NB1780 - Blood Lust Orgy par John Dexter
- NB1781 - The Stolen One par Don Holliday
- NB1782 - Dream Test par John Dexter
- NB1783 - Romance Robot par Andrew Shaw
- NB1784 - Love Defector par Dean Hudson (Evan Hunter)
- NB1785 - Other Brother par Dean Hudson (Evan Hunter)
- NB1786 - Kitty par Andrew Shaw
- NB1787 - The Prude par William Kane
- NB1788 - Flesh and Fury par J. X. Williams
- NB1789 - Happy Hooker par Don Holliday
- NB1790 - The Abortionists par John Dexter
- NB1791 - The Adulteress par J. X. Williams
- NB1792 - Sinner's Delight par Don Bellmore
- NB1793 - The Sensualists par Tony Calvano
- NB1794 - Mariella's Sins par Don Holliday
- NB1795 - The Love Seeker par John Dexter
- NB1796 - Door-To-Door Lover par John Dexter
- NB1797 - Passion's Forge par Tony Calvano
- NB1798 - The Shame of Julie Watson par John Dexter
- NB1799 - Seamy Town par J. X. Williams
- NB1800 - The Torrid Tramps par Don Bellmore
- NB1801 - Programmed to Love par William Kane
- NB1802 - Scandal Street par Alan Marshall
- NB1803 - Passion's Prey par Andrew Shaw
- NB1804 - Paid in Shame par J. X. Williams
- NB1805 - Good Little Bad Girl par J. X. Williams
- NB1806 - They Came to Sin par Don Holliday
- NB1807 - Squeeze Girl par John Dexter
- NB1808 - The Robot Lovers par Dean Hudson (Evan Hunter)
- NB1809 - The Sin Shark par Alan Marshall
- NB1810 - Angel of Passion par Gil Marlowe
- NB1811 - Video Vixen par John Dexter
- NB1812 - Black Lace Broad par J. X. Williams
- NB1813 - The Pillow Trade par Tony Calvano
- NB1814 - The Winds of Shame par John Dexter
- NB1815 - Wanton Wanted par J. X. Williams
- NB1816 - Sinning Simon par William Kane
- NB1817 - Dealer in Desire par William Kane
- NB1818 - The Passion Attic par John Dexter
- NB1819 - Jack of All Sins par J. X. Williams
- NB1820 - Studio For Shame par Marcus Miller
- NB1821 - Carnal Counselor par Don Elliott (Robert Silverberg)
- NB1822 - To Swap A Wanton par Gil Marlowe
- NB1823 - Dante's Sinferno par Tony Calvano
- NB1824 - LSD Lusters par John Dexter
- NB1825 - The Lust Lotion par Curt Aldrich
- NB1826 - Flesh Raid par William Kane
- NB1827 - Sex and Sally par Don Holliday
- NB1828 - Back-Seat Sinners par Andrew Shaw
- NB1829 - All The Best Beds par Don Elliott (Robert Silverberg)
- NB1830 - The Lust Within par John Dexter
- NB1831 - Carnal Combat par J. X. Williams
- NB1832 - Flesh Rite par Marcus Miller
- NB1833 - Lust Letterman par John Dexter
- NB1834 - Great Sexpectations par J. X. Williams
- NB1835 - On-Call Wife par Andrew Shaw
- NB1836 - Star-Crossed Sinners par Saxon Craig
- NB1837 - Lake of Lust par Marcus Miller
- NB1838 - The Sado Swappers par Alan Marshall (Harvey Hornwood)
- NB1839 - Flesh Therapist par John Dexter
- NB1840 - The Sex-Go-Round par J. X. Williams
- NB1841 - Savage Sex par John Dexter
- NB1842 - Wanton in the Woods par Marcus Miller
- NB1843 - Lust is a Lady par J. X. Williams
- NB1844 - Easel Orgy par Alan Marshall
- NB1845 - Lust List par Tony Calvano
- NB1846 - Hayloft Harlot par J. X. Williams
- NB1847 - Super-Stud par Alan Marshall
- NB1848 - The Flesh Wrangler par John Dexter
- NB1849 - The Sex Spy par David Lynn
- NB1850 - Sofa Sinners par Don Bellmore
- NB1851 - The Broadwalk par Marcus Miller
- NB1852 - Brotherhood of Studs par J. X. Williams
- NB1853 - Charity Vice par Saxon Craig
- NB1854 - Swap Marathan par Alan Marshall
- NB1855 - Triangle Stud par John Dexter
- NB1856 - Walling's Wantons par J. X. Williams
- NB1857 - Gay Buddies par Don Holliday (Victor Banis)
- NB1858 - The Beef Cake Boys par Aaron Thomas
- NB1859 - A Masculine Scent par Marcus Miller
- NB1860 - The Cruising Class par Dick Dale
- NB1861 - Belle of the Bedroom par Michael Scott
- NB1862 - Norman's Nymph par J. X. Williams
- NB1863 - Taming Tansy par John Dexter
- NB1864 - Leopard Lust par Don Bellmore
- NB1865 - Pain and Passion par J. X. Williams
- NB1866 - The Dyke Department par Don Bellmore
- NB1867 - Swapfest par Alan Marshall
- NB1868 - Lust Photos, Inc par John Dexter
- NB1869 - The Sex Quest par Alan Marshall
- NB1870 - The Befuddled Stud par John Dexter
- NB1871 - The Lust Recruit par Jordan James
- NB1872 - Sin Street Hippie par J. X. Williams
- NB1873 - A Queen's Fury par Aaron Thomas
- NB1874 - The Gay Jailbird par Gene North
- NB1875 - Gay Treason par J. X. Williams (Victor Banis Williams & Elbert Barrow)
- NB1876 - Slave Angel par Barry La Marr
- NB1877 - Platypussy par Clyde Allison (William Knoles)
- NB1878 - The Lust Shuffle par Don Bellmore
- NB1879 - The Passionate Pollster par John Dexter
- NB1880 - Boy Meets Boy par Marcus Miller
- NB1881 - Swap Spree par Alan Marshall
- NB1882 - The Lecherous Age par Hoke Jackson
- NB1883 - Nude In Orbit par Gene Cross
- NB1884 - Swami's Lust Temple par J. X. Williams
- NB1885 - The Stuck-Up Stud par J. X. Williams
- NB1886 - The Big, Bad, Broad par Don Bellmore
- NB1887 - Sin Down South par John Dexter
- NB1888 - Lust or Bust par Alan Marshall
- NB1889 - The Day The Universe Came par Ray Kainen (Ray Kainulainen)
- NB1890 - Lobo's Lust par Jordan James
- NB1891 - The Man in The Box par Corley Dale
- NB1892 - The Torrid Target par Gene Cross
- NB1893 - Three to Get Sexy par Alan Marshall
- NB1894 - Wanton Angel par Gene Cross
- NB1895 - Rags, Riches, and Rape par Jordan James
- NB1896 - The Stud Who Knew For Sure par J. X. Williams
- NB1897 - A Labor of Lust par L. J. Brown
- NB1898 - The Bawdyguard par John Dexter
- NB1899 - For Shame, Mrs. Dodds par J. X. Williams
- NB1900 - Stud's Holiday par Alan Marshall
- NB1901 - Every Sin IN The Book par Curt Aldrich
- NB1902 - Sex-Teen Terror par Don Bellmore
- NB1903 - Orgy Days par Hoke Jackson
- NB1904 - Sexpense Account par Alan Marshall
- NB1905 - The Bride's Lust Lessons par John Dexter
- NB1906 - Under-Covers Agent par Alan Marshall
- NB1907 - His Sister's Keepers par L. J. Brown
- NB1908 - Small-town sinner par J. X. Williams
- NB1909 - The Birds and the Broads par Alan Marshall
- NB1910 - Cybro Sex par David Lynn
- NB1911 - All Lovers Accepted par Don Bellmore
- NB1912 - 69 And Going Strong par Felix Grubb
- NB1913 - The Wanton Behind The Man par Curt Aldrich
- NB1914 - The Vice Virtuoso par J. X. Williams
- NB1915 - The Sexistentialists par Felix Grubb
- NB1916 - Around the World In 80 Lays par Alan Marshall
- NB1917 - Passion Roulette par Harry Best
- NB1918 - Pushover par Ray Majors (Jerome Murray)
- NB1919 - The Sexy-Genarian par Felix Grubb
- NB1920 - Black Mask Angel par Don Bellmore
- NB1921 - The Tool For The Job par Harry Best
- NB1922 - Satan's Daughter par L. J. Brown
- NB1923 - Virgin No More par Len Harrington
- NB1924 - Wild Flesh par Mitch Stanley
- NB1925 - The Platinum Snatch par H.C. Hawkes
- NB1926 - The Isle of Wantons par Todd Harding
- NB1927 - The Arms of Sin par Gavin Hayward
- NB1928 - An Ace In The Hole par Harry Best
- NB1929 - No Limit par Dane Collier
- NB1930 - The Soulful Seducer par John Dexter
- NB1931 - Daze of Lust par Mitch Stanley
- NB1932 - High Passion Models par J. X. Williams
- NB1933 - She-Satan par Harry Best
- NB1934 - Danger, Explosives par John Dexter
- NB1935 - Passion's Progress par Ross Thompson
- NB1936 - Lust Letters par L. J. Brown
- NB1937 - Bachelor of Lust par Harold Horton
- NB1938 - Phantom Passion par J. X. Williams
- NB1939 - Sex Queen of Vegas par Felix Grubb
- NB1940 - Harlot's Reformation par John Dexter
- NB1941 - John B's Mistresses par Pat Raymond
- NB1942 - The Pole Bowl par H.C. Hawkes
- NB1943 - The Silver cock par Ray Majors (Jerome Murray)
- NB1944 - Seagoing Swingers par Tom French
- NB1945 - Cross-Country Swap par Cal Pygaster
- NB1946 - The Gilded Gigolo par John Dexter
- NB1947 - Beauty Bordello par Lydia Rose
- NB1948 - The Lust Seeker par Michael Juaquin
- NB1949 - Psychic Sexpot par L. J. Brown
- NB1950 - A New Lease on Lust par Hardy Peters
- NB1951 - Heatseeker par John Dexter
- NB1952 - The Mayor's Cathouse par Alan Marshall (Jack Moskovitz)
- NB1953 - Disappearing Trick par L. J. Brown
- NB1954 - Lust Liquor par Borden Darrow
- NB1955 - Push-Over Patty par Felix Grubb
- NB1956 - Sagebrush Stud par Harry Best
- NB1957 - Turn-On Island par Harry Best
- NB1958 - Turn-On Tail par Lorenzo Scanderberg
- NB1959 - Lovely, Loose, And Lethal par John Dexter
- NB1960 - Flesh Concerto par Lorenzo Scanderberg
- NB1961 - Lust Is A Simple Thing par Lorenzo Scanderberg
- NB1962 - Soul-Mated par H. C. Hawkes
- NB1963 - Blood Lusts par Ray Majors
- NB1964 - Do-Gooder par L. J. Brown
- NB1965 - The D. A.'s Wife par R. N. Elson
- NB1966 - The Sex Clock par Marta Summer
- NB1967 - W.O.M.A.N. par Jay Andrews
- NB1968 - The Bearded Clam par Lorenzo Scanderberg
- NB1969 - Pussy Power par Lorenzo Scanderberg
- NB1970 - Lust's Bright Lights par Bradford Dickens
- NB1971 - Acid City Casanova par Felix Grubb
- NB1972 - The Naked Phantom par R. John Smythe
- NB1973 - Sorority Stag par Austin Williams
- NB1974 - A Strapping Young Stud par John Dexter
- NB1975 - Kicks par Max Huston
- NB1976 - Lust's Puppeteer par Gage Carlin
- NB1977 - Swappers Wild par Harold Horton
- NB1978 - Chick From The Sticks par Felix Grubb
- NB1979 - Sinner's Inn par J. X. Williams
- NB1980 - Down With Anna! par Priscilla Waring
- NB1981 - Swapping Down The Avenue par Gage Carlin
- NB1982 - The Neighbors For Lunch par Don Russell
- NB1983 - Full-course Swap par Don Bellmore
- NB1984 - Hungry for Swap par Curt Aldrich
- NB1985 - The Sweet Taste of Swap par Norris Good
- NB1986 - Tongues of Lust par Ross Thompson
- NB1987 - Swap Sixteen par Don Bellmore
- NB1988 - The Spice of Lust par don Russell
- NB1989 - Our Place or Yours par Milt Jaxon
- NB1990 - Crack Troop par John Dexter
- NB1991 - Scragg par Jordan James
- NB1992 - Swaps in Black And White par K. Lee
- NB1993 - Tongue-Tied Swappers par Curt Aldrich
- NB1994 - Trollop Troupe par Steve Rand
- NB1995 - Sucker Game par Michael Juaquin
- NB1996 - Swappers in Heat par Hoke Jackson
- NB1997 - Please Don't EAt The Neighbors par Jonathan Everest
- NB1998 - Swap Tail par Curt Aldrich
- NB1999 - Trailer Traders par Carl Glitch
- NB2000 - Lend Me Your Lips par Don Russell

## Couverture de livre

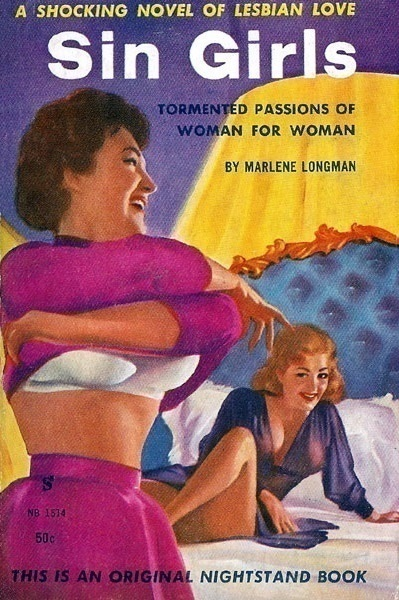
NB1514 Sin Girls, 1960
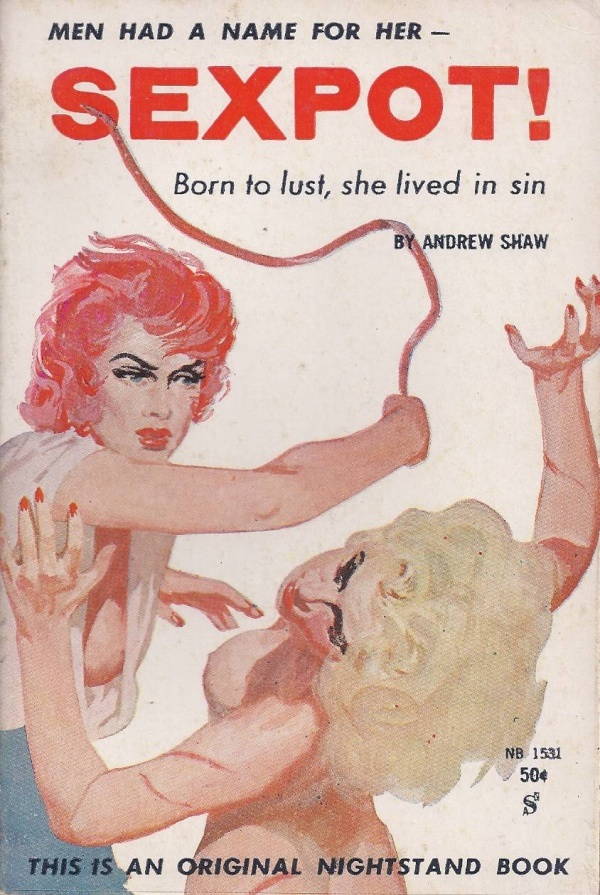
NB1531 Sexpot!, 1960
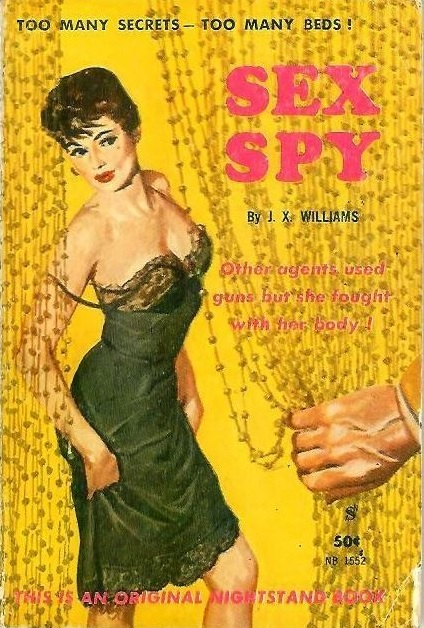
NB1552 Sex Spy, 1961
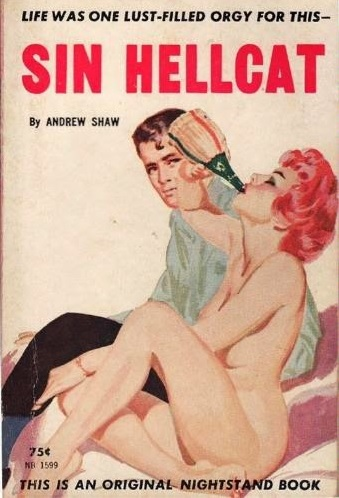
NB1599 Sin Hellcat, 1962
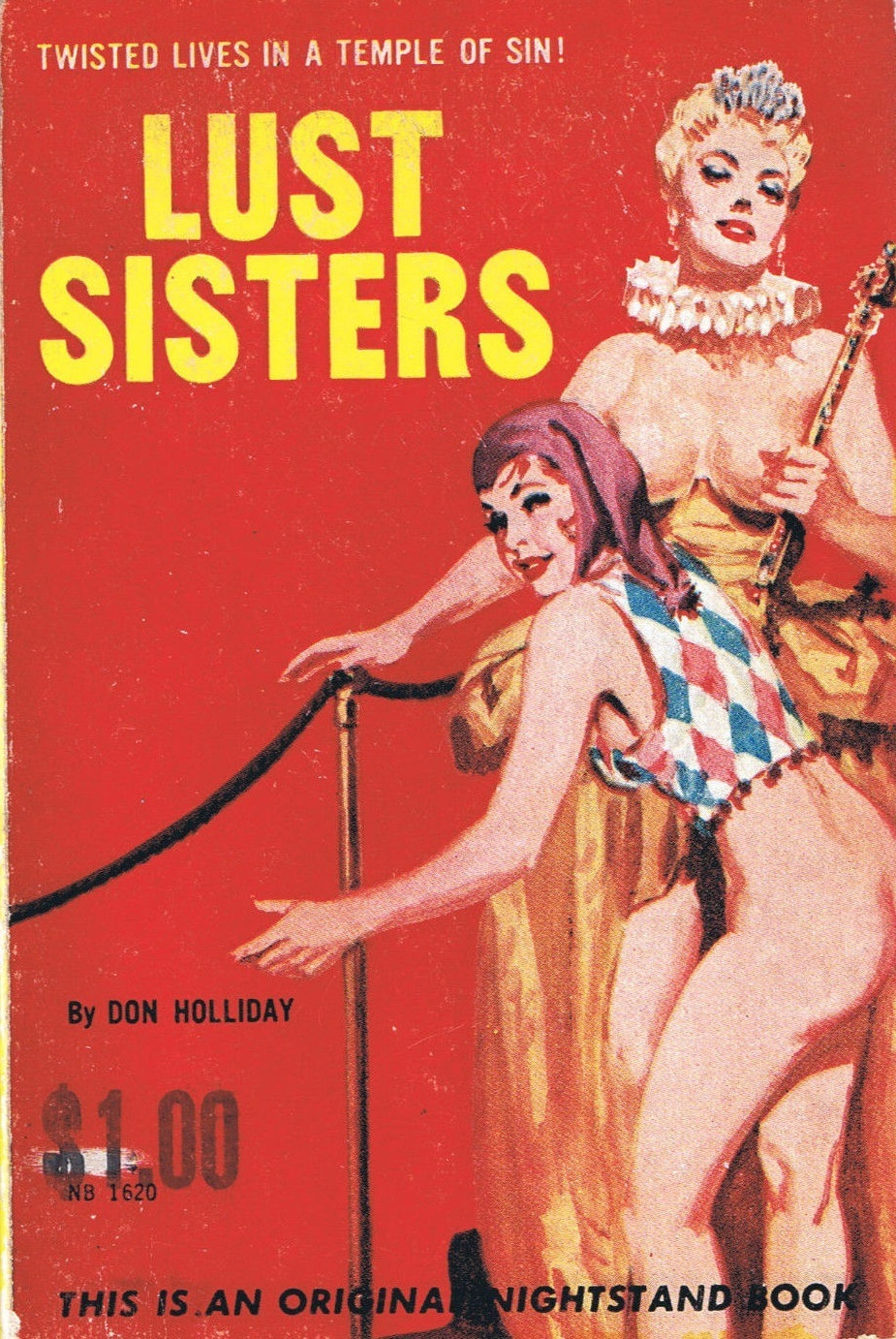
NB1620 Lust Sisters, 1962
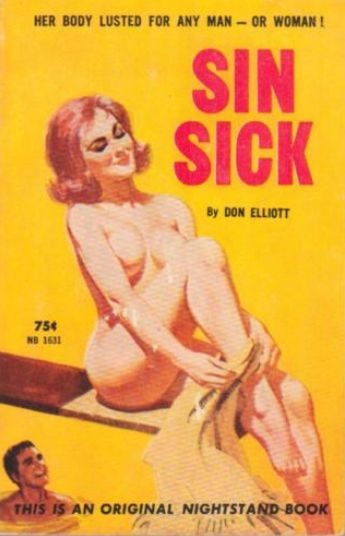
NB1631 Sin Sick, 1962